# Горный земляной дрозд
Горный земляной дрозд (Zoothera monticola) — вид воробьиных птиц из семейства дроздовых. Выделяют два подвида.

## Описание
Относительно крупные дрозды, имеющие характерный внешний вид с очень длинным клювом и коротким хвостом. Горный земляной дрозд достигает длины 26—28 см и массы от 115 до 131 г.

## Распространение
Ареал простирается от Гималаев до Мьянмы и Вьетнама. Естественной средой обитания являются субтропические или тропические влажные горные леса.

## Биология
Эти птицы питаются беспозвоночными. Гнездятся с мая по июль. Гнездо располагают на высоте от двух до семи метров в развилке дерева или на ветке. В кладке три—четыре яйца.

## Охранный статус
МСОП присвоил виду охранный статус LC.